# Karakoçaş, Şabanözü
Karakoçaş là một xã thuộc huyện Şabanözü, tỉnh Çankırı, Thổ Nhĩ Kỳ. Dân số thời điểm năm 2010 là 84 người.